# Томмазо Долабелла
Томмазо Долабелла (італ. Tommaso Dolabella) (бл. 1570 Беллуно — 17 січня 1650, Краків) — італійський венеційський художник першої половини XVII ст., що працював в Кракові. Створював портрети, історичні та біблійні композиції, стінописи.

## Венеційці, єзуїти та бароко
Досвідчена у веденні державних справ Венеційська республіка лише з відносно невеликими втратами позбавилася від небезпеки, якою загрожувала їй заснована папою Юлієм II ліга, що поставила Венецію на короткий час майже на край загибелі. Наприкінці XVI століття республіка переживала скрутні часи. Османська імперія 1571 року відняла у республіки острів Кіпр, а 1669 року, після 24-річної війни, і Кандію.
У церковному розбраті з папою римським Павлом V, в якому чернець Павло Сарпі захищав справу Венеції (з 1607 року), республіка відстояла свої права проти ієрархічних домагань. Змова проти незалежності республіки, затіяна у Венеції 1618 року іспанським посланцем маркізом Бедемаром, була вчасно розкрита і криваво придушена. Ця боротьба дала новий поштовх могутності і впливу республіки. Останні фортеці на Криті були втрачені Венецією лише 1715 року. Морея 1687 року була знов завойована і за Кардовицькою мирною угодою 1699 року турки-османи поступилися нею, але 1718 року, за Пассаровицьким миром, вони повернулася туди. Відтоді республіка майже перестала брати участь у всесвітній торгівлі. Вона задовольнялася збереженням свого застарілого державного ладу і утриманням (за дотримання суворого нейтралітету) останніх своїх володінь (Венеції, Істрії, Далмації і Іонічних островів).
Склалися погані відносини і між Венеційським урядом та могутнім чернечим орденом єзуїтів. Тому у Венеції XVII століття мало пам'яток доби бароко, бо підозріле ставлення до єзуїтів (що монополізували стилістику бароко), розповсюдилося і на «стиль єзуїтів», як його неточно тоді називали. Художники Венеції XVII століття, гордість республіки, працюють не стільки в стилі бароко, скільки в чудернацькій суміші стилів Пізнього венеційського Відродження, маньєризму з малими домішками раннього бароко. Представником цієї чудернацької суміші стилів і був Томмазо Долабелла, епігон Паоло Веронезе і послідовник венеційських маньєристів штибу Якопо Бассано чи Луки Камб'язо. Останній теж працював за межами Італії.

## Життєпис

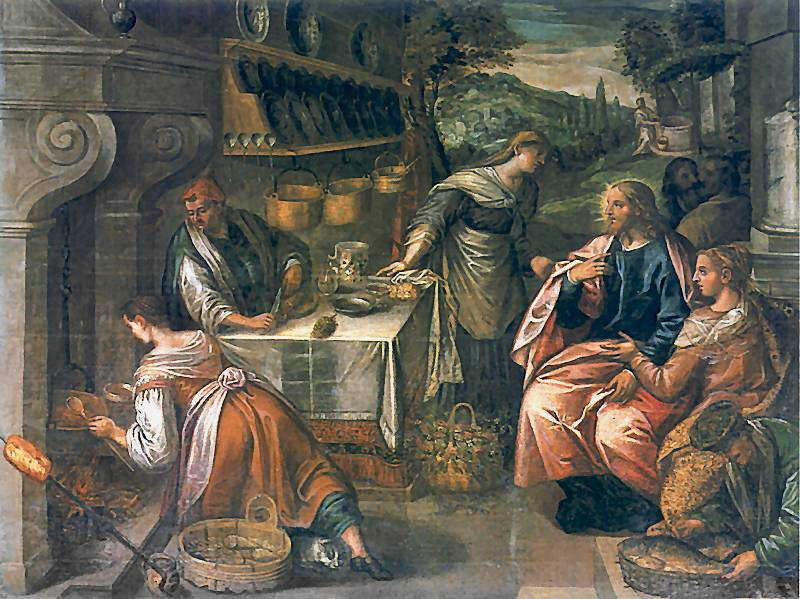
«Христос у Марії і Марфи»

Походить з венеційської провінції, народився в Беллуно. Був учнем венеційського художника Антоніо Вассилакі, грека за походженням. За польськими джерелами, його запросив на працю в Краків король Сигизмунд III Ваза. Провінційний венеційський художник привніс в мистецтво Польщі залишки декоративного стилю Паоло Веронезе і маньєризму, можливо, також навички праці з олійними фарбами. В Польщі тривалий час зберігались залишки готичних декорацій в архітектурі і темперний живопис попередньої доби.
Художник — автор багатьох композицій з історії Польщі, що набувала міці в XVII столітті і ставала однією з супердержав в Центральній Європі. Томмазо Долабелла — автор кінних портретів польських королів, батальних полотен і портретів представників польських магнатських родин. Майстер увічнив військові перемоги Польщі, створивши «Кінний портрет короля Сигизмунда III Вази під Смоленськом» чи «Коронацію Марини Мнішек на царство в Москві». Художник натуралізувався в Польщі, про що свідчать ретельно відтворені строї і шати польських аристократів. Серед релігійних творів художника — сцени з життя Св. Станіслава, небесного покровителя Польщі. Він також багато працював по замовам католицької церкви, дотримуючись побутових трактовок в релігійних композиціях («Христос у Марії і Марфи», «Бенкет в домі Симона фарісея»), притаманних венеційським майстрам (Тінторетто, брати Бассано). Залишився в Кракові навіть після переносу столиці в Варшаву. Помер в Кракові.

## Твір Долабелла у Львові

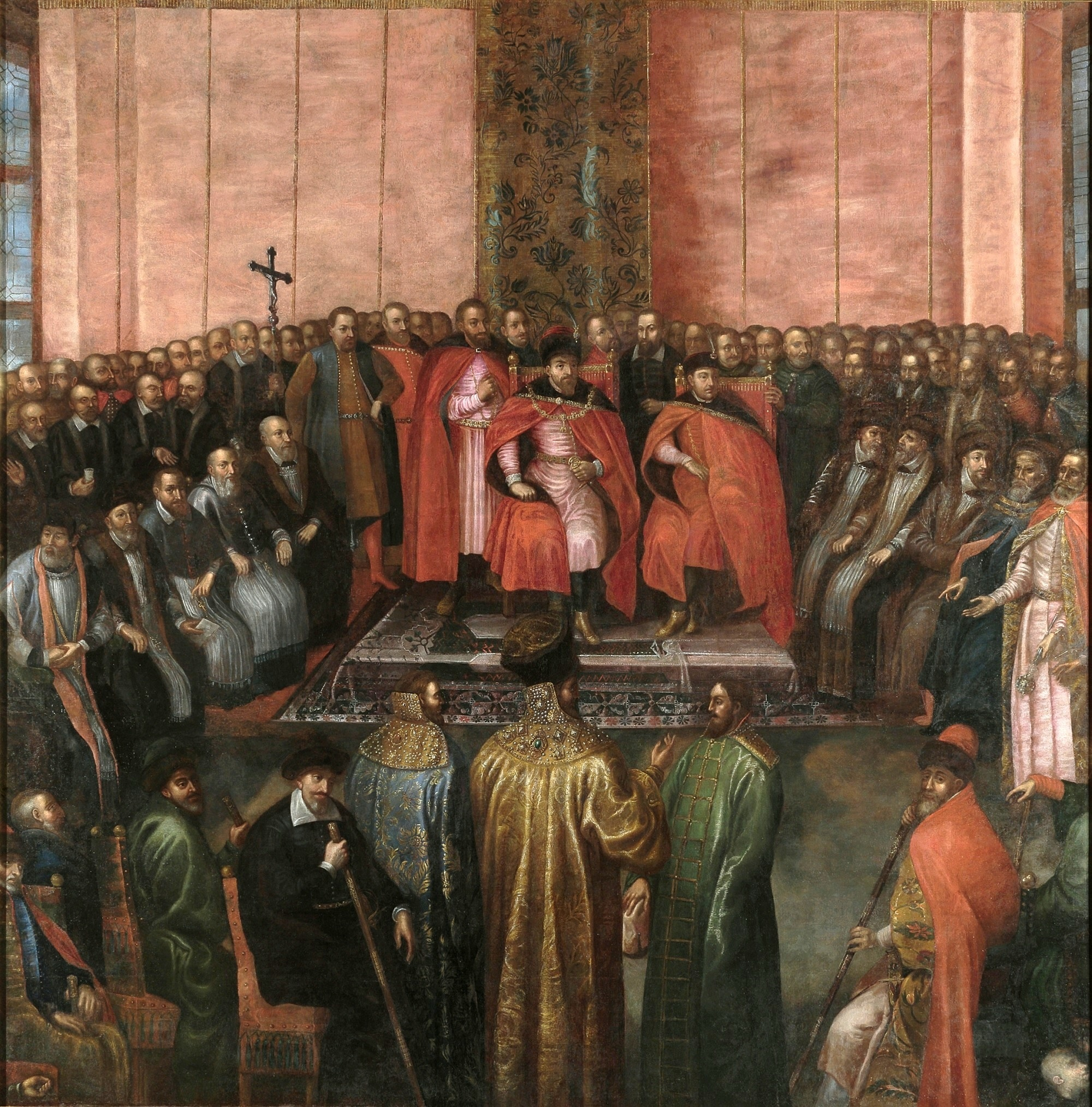
«Аудієнція Шуйських в залі Сената перед полоном у 1611 році» — варіант картини Львівського історичного музею

Відомо, що Томаш Долабелла створив картини для оздоб королівського замку Вавель Була серед них і «Аудієнція Шуйських в залі Сената перед полоном у 1611 році». З історії відомо, що цар Московії з братами перебував в полоні у польського короля. Зустріч із Шуйськими і відобразив художник, створивши один з перших історичних творів в польському малярстві XVII ст. Про неприємну сторінку російсько-польських відносин добре пам'ятали в Московії. За однією з версій, на новому історичному етапі російський цар Петро І вимагав від виборного короля Августа II передати йому декілька творів з Вавеля, серед яких і сцену полону московського царя Василя Шуйського (царював у 1606–1610 рр.) Так твір переріс властивість декоративної оздоби замку і перейшов у площину політичних амбіцій Петра І. Точно невідомо, чи передав король Август II картини Томаша Долабелла в Петербург. До того ж для саксонця за походженням, полотно з історії Речі Посполитої не мало значної вартості.
Але в XVIII столітті картини зникли. Ймовірно, картини копіювали, бо історичне полотно Томаша Долабелла існує в щонайменше двох варіантах. Варіант з Львівського історичного музею походить зі збірок князів Санґушків в Заславі (нині місто Ізяслав, Хмельницька область). В XIX столітті історичне полотно Євстахій Санґушко наказав перевезти в іншу резиденцію — в Підгорецький замок в Галичині.
На початку Другої світової війни нащадок — князь Роман Санґушко забрав частину мистецьких скарбів з замку і намагався перетнути з валізами польсько-румунський кордон. Картини конфіскували. Полотно «Аудієнція Шуйських в залі Сенату перед полоном у 1611 році» було передано до збірок Львівського історичного музею. У грудні 2011 року розпочата реставрація картини, що дасть відповідь на питання, що є картина — оригінал Томаша Долабелла (який нібито зник), авторський варіант чи копія.

## Вибрані твори
- «Христос у Марії і Марфи»
- «Бенкет в домі Симона фарисея»
- «Битва при Лепанто»

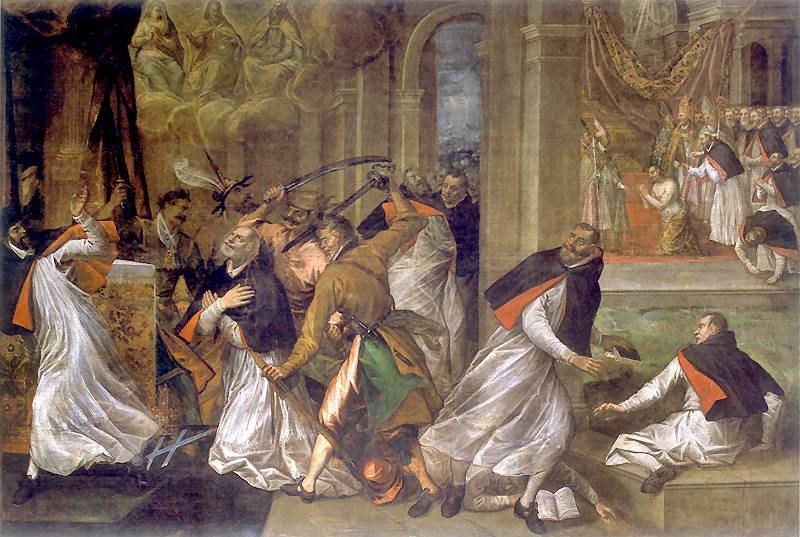
«Мученицька смерть Тамаса Бекета», 1627

- «Коронація Марини Мнішек на царство в Москві»
- «Янгол з короною»
- «Янгол з релікією»
- «Успіння Св. Владислава», 1633
- «Мученицька смерть Тамаса Бекета», 1627
- «Кінний портрет короля Сігізмунда III під Смоленськом»
- «Аудієнція Шуйських у залі Сенату перед полоном у 1611 році»

## Галерея

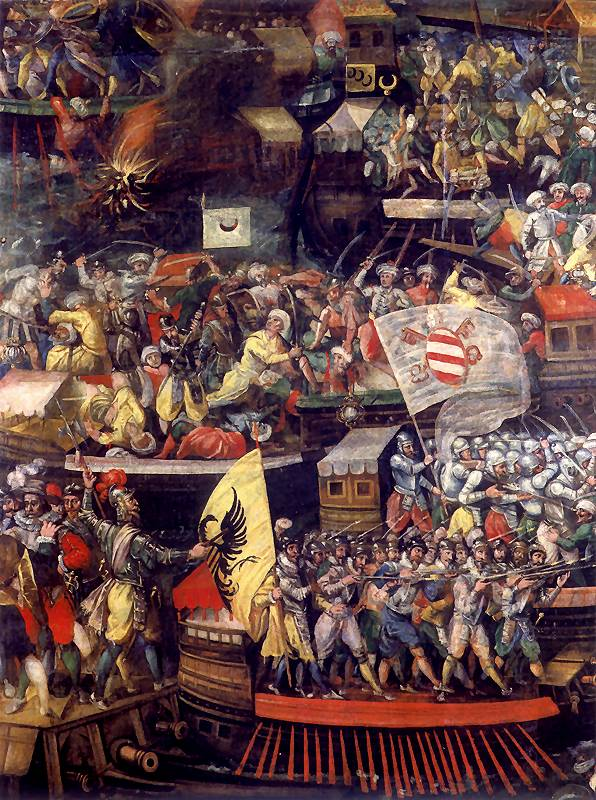
«Битва при Лепанто», фрагмент.

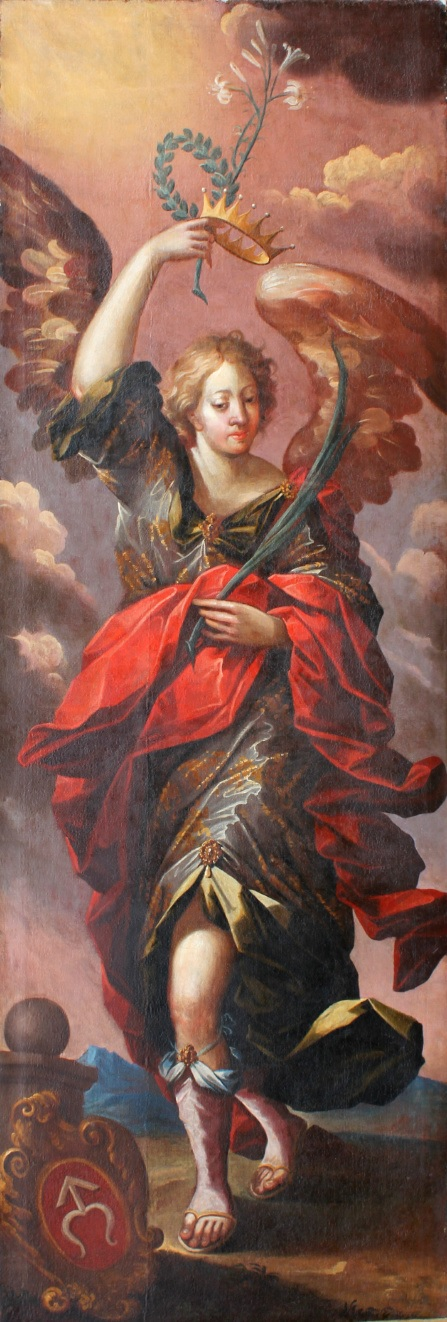
«Янгол з короною»
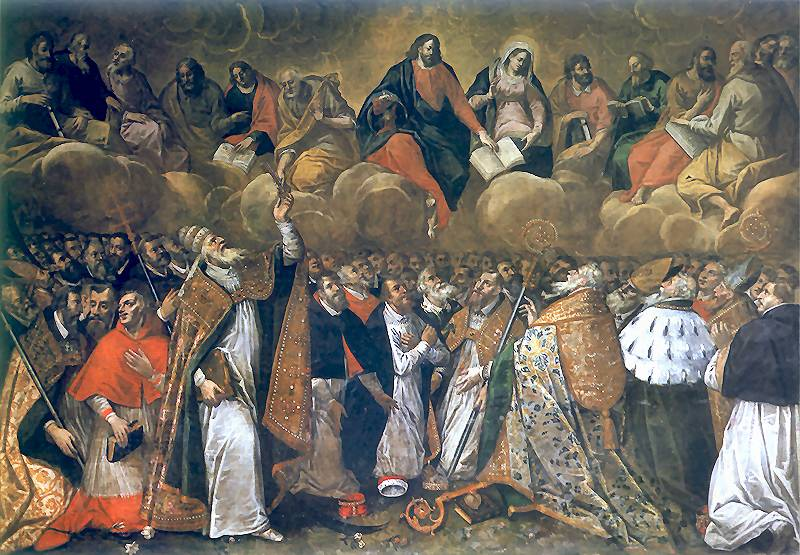
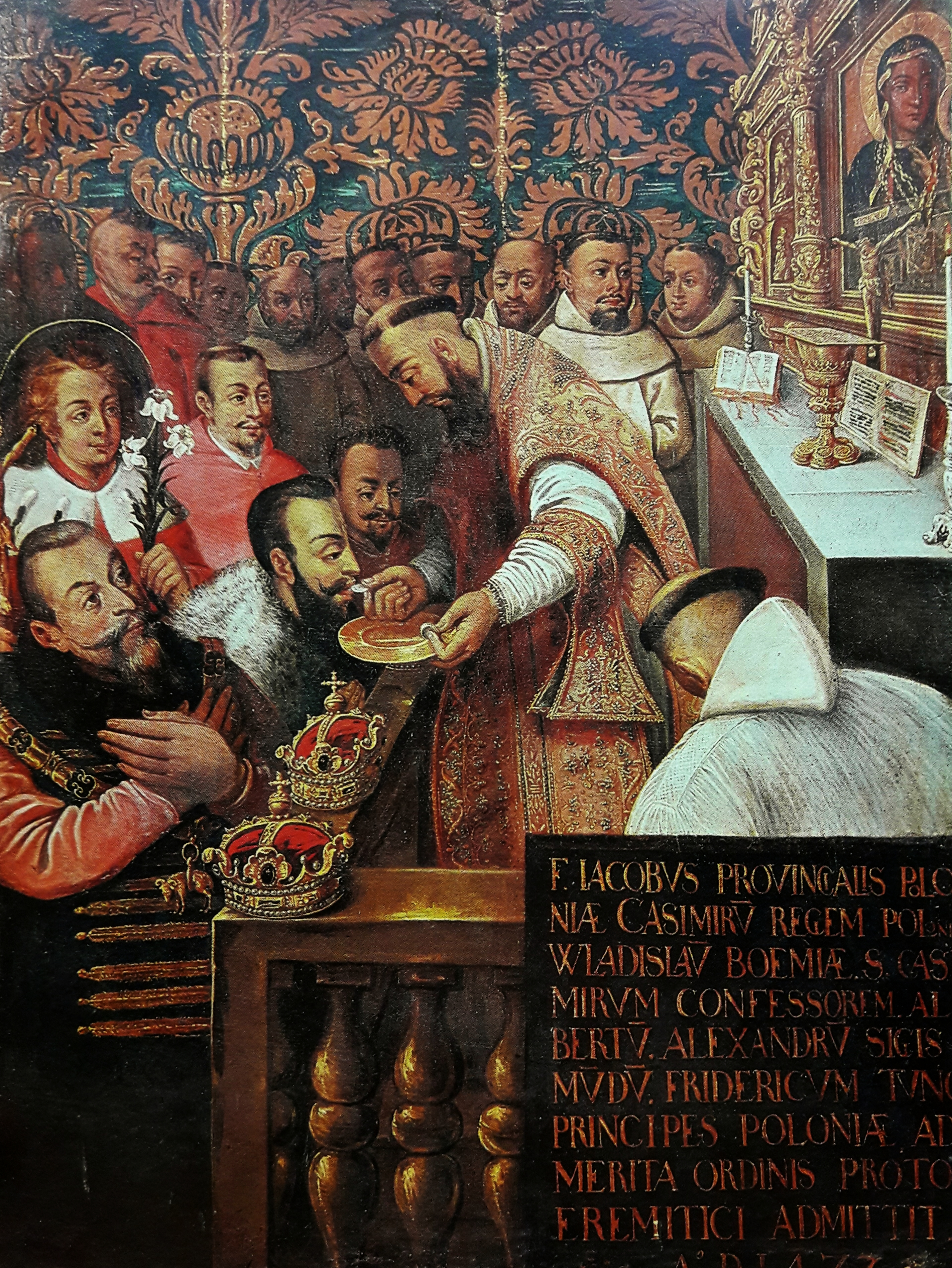
Король Сигизмунд III перед іконою Матері Божої Ченстоховської
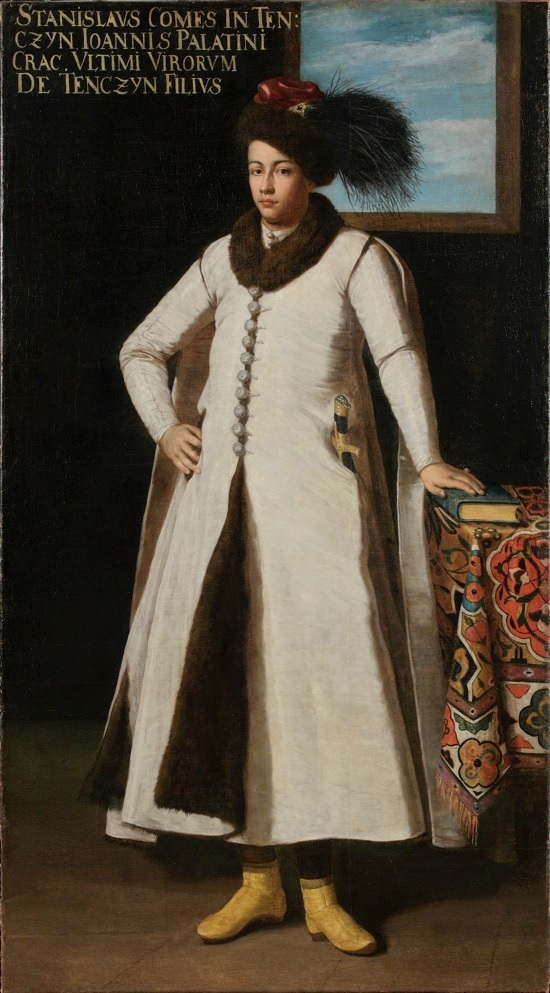
Портрет Станіслава Течинського, Вавель.